# България във войната срещу Третия Райх
Участието на България във войната срещу Третия Райх, наричано в миналото по съветски образец – Отечествена война, е етап от Втората световна война, при който Българската армия се включва във военните действия срещу Германия, поставена под съветско командване като част от Трети украински фронт. Надеждите, че това участие ще доведе до признаване от страна на Съюзниците на България на статут на съвоюваща страна, не се оправдават.
Военните действия протичат на два обособени етапа. При Първия етап, през септември-декември 1944 година, три български армии подкрепят левия фланг на Трети украински фронт, като участват в изтласкването на германските войски от Югославия, главно от Македония и Сърбия. През Втория етап, от януари до май 1945 година, Първа българска армия е включена в общото съветско настъпление, достигайки към края на войната до Словения и Австрия. България мобилизира повече от 450 хиляди войници, като формира четири армии, от които три участват във военните действия. В резултат от това участие са претърпени следните загуби: 8337 убити, 9155 безследно изчезнали и 22 958 ранени. Страната изразходва над 133 милиарда лева (1 милиард златни франка) във вид на оръжие, стоки, материали и пари, както за нуждите на българската армия, така и като материална помощ за Съветския съюз и Югославската народна освободителна армия.

## Предистория
На 26 август, под заплахата от настъпващата Червена армия в Румъния, правителството на Иван Багрянов обявява неутралитет на България във войната между Германия и Съветския съюз. То се разпорежда всички германски войски да напуснат страната, а отказалите да бъдат разоръжени. Същевременно в Египет започват сепаративни преговори за мир с Англия и САЩ, като правителството се надява да издейства настаняване на английски и американски войски в България. На 2 септември е образувано ново правителство на дотогавашната парламентарна опозиция, начело с Константин Муравиев. То продължава сепаративните преговори за мир и се обявява за „демократични реформи“. В резултат на 4 септември германски войски пленяват щаба на българския корпус в Нишка Баня и щабовете на три български дивизии в окупираната Източна Сърбия. На 5 септември правителството на Константин Муравиев обсъжда решение за обявяване война на Германия. Обнародването му обаче е отложено за 72 часа по молба на военния министър генерал Иван Маринов поради тактически проблеми. В действителност ген. Маринов вече е бил съгласувал своите действия с Отечествения фронт, за да се даде възможност на СССР междувременно да обяви война на България. В замяна на услугата, след преврата Маринов е назначен за главнокомандващ на българската армия. При тези обстоятелства на 5 септември Съветския съюз обявява война на Царство България. На 6 септември в щаба на Пета българска армия в Македония е получена заповед всички окупационни части да се съберат до 9 септември в Прилеп и след това заедно да се изнесат към старите граници. По този начин Пета армия фактически трябва да да не позволи на германците да настъпят към старите предели на България. Междувременно командващия генерал Александър Попдимитров сключва на 7 септември 1944 г. с германския щаб в Скопие споразумение за „символична" война на двете държави в Македония но на 8 септември 1944 влиза в сила положението на реална война между България и нацистка Германия. На 12 септември 1944 г. Попдимитров е сменен като командващ Пета българска армия с генерал Владимир Кецкаров и българските войски завързват боеве във Вардарска Македония, като се изтеглят към старите български граници, но част от тях е пленена.

## Начало
Така на практика, военните действия срещу германците започват след идването на власт на правителството на Отечествения фронт. В първите няколко дни след 9 септември 1944 г., български войски успяват да отблъснат настъпващите по направленията Кула-Видин и Кюстендил-София германски войски. На 14 септември Българските войски са поставени под оперативно ръководство на Трети украински фронт на Съветската армия командуван от маршал Фьодор Толбухин намиращ се по това време в България след навлизането на съветската армия на 8 срещу 9 септември 1944 г. на българска територия. Съветското командуване приема молбата за примирие с антихитлериската коалиция на Българското правителство още на 9 септември 1944 г. На 19 септември 1944 г. за водене на войната правителството на Кимон Георгиев обявява обща мобилизация на новосформираната Българската Народна Войска. Така след мобилизацията личния състав на войската нараства значително и от действащите войници и запасните са сформирани четири армии за участието на България в бойните действия. Сформирана е Народна гвардия от състава на доскорошните партизани и от постъпили доброволци която става част от Българските войски и е пратена на фронта. Основан е Помощник-командирския институт, който е съставен от комунисти за да контролира политически войниците и офицерите от войската на фронта.

## Първа фаза
Определените за участие в бойните действия срещу Германия Първа, Втора и Четвърта Български армии се дислоцират на западните граници на България и след подписване на договора от Крайова между България и Югославското народно освободително движение на Йосип Тито през септември 1944 г. Трите армии навлизат обратно в бившата югославска територия през октомври. Трета армия не се включва в операциите срещу Третия Райх, а остава дислоцирана на границата с Турция. Първа армия е командвана от ген. Владимир Стойчев, Втора армия от ген. Кирил Станчев, Четвърта армия от ген. Боян Урумов, по късно от ген. Асен Сираков. Трите армии провеждат 4 операции: Брегалнишко-Струмишка операция, Страцинско-Кумановска операция, Косовска операция, проведени от Първа българска армия и Четвърта българска армия и Нишка операция, проведена от Втора българска армия, в която Българската бронирана бригада разгромява елитната немска 7-а СС доброволческа планинска дивизия Принц Ойген. На 28 октомври 1944 г. в Москва е подписано примирие между България и антихитлериската коалиция, в което Българската държава поема задължението да участва с войската в бойните действия по разгрома на Германия. По време на бойните операции са освободени хиляди български военнопленници от германския военнопленнически лагер в Битоля.

## Втора фаза
През ноември 1944 г. за участие в по-нататъшните бойни действия срещу Германия правителството изпраща 100-хилядната Първа българска армия под командването на генерал-лейтенант Владимир Стойчев, която се състои от 8 пехотни дивизии, бронирани части, артилерийски полкове, една моторизирана дружина и други поделения и която взема участие в бойните действия срещу Германия, осъществени в няколко военни операции: Сремска операция през януари 1945 г. на югославска територия, Дравска операция от 12-25 март 1945 г. на югославска и унгарска територия, Мурска операция – 29 март-14 април 1945 г. на унгарска територия и Чаковецка операция от 14 април до 4 май 1945 г. на унгарска и австрийска територия. На 7 май 1945 г. когато българската армия е в с. Фьолкермаркт, Австрия командващият Първа българска армия ген.-лейтенант Владимир Стойчев се среща с командващия Трета английска армия настъпила от Италия, дислоцирана в гр. Клагенфурт. С постановление на МС на България Първа българска армия е поздравена за победите си в Югославия, Унгария и Австрия, както и по решение на съветския Върховен главнокомандващ Йосиф Сталин в чест на Първа българска армия са дадени топовни салюти на парада на съветската армия в Москва. Престоявайки в източна Австрия до юни 1945 г., Първа БА се завръща в Родината същия месец, в чест на което е организиран военен парад в София.

## Слабости и проблеми в БНВ
Полковник Иван Кирчев (бивш началник-щаб на 2-ра пехотна дивизия), издава през 1946 г. наръчника „По важни грешки и слабости проявени от българската народна войска през Отечествената война“. По разбираеми причини той не говори за проблемите, произлизащи от политически причини, а набляга на чисто военните. Според Кирчев: „Често явление беше по време на атаките да не се съчетава правилно огъня с движението. Особено лошо се използуваше огъня на артилерията за подпомагане изнасянето на пехотата до предударното разстояние. Това водеше до загуби от собствения артилерийски огън. Значителна част от командирите и прислугата на оръдията, минохвъргачките и тежките картечници не бяха подготвени добре технически и тактически. Това се дължеше на чинове, заемащи длъжности на специалисти без да са такива. Масово явление в боевете беше, войниците да проявяват боязън, а понякога и нежелание да вървят напред. Командирите им, за да ги увличат, излизаха да ги водят в най-критичните моменти и ставаха жертва. Затова в тази война процентът на излезлите от строя командири е много голям“.
Според офицера Владимир Матев това е непопулярна война за българската армия. Дотогава всички войни, които се водят от България, са войни, при които българският войник участва с желание. Защото те са свързани с обединението на българската нация. Тази война е наложена от Съветската армия. Българският офицер е употребен в тази война, защото след нея последват масови действия на комунистическата власт, при които офицерския кадър е разгромен. Преди това главното командване, командири на армии, на дивизии, и на полкове, са ликвидирани физически. Българската армия е ръководена тогава от лица, които нямат необходимата подготовка. Това са предимно запасни офицери, които принадлежат към кръга „Звено“, който участва в „Отечествен фронт“ и политически-командири, които са бивши комунистически партизани. Голяма част от офицерите са немски възпитаници и не мразят германците. В същото време офицерския корпус е настроен отрицателно към комунизма, но към самите руснаци няма лошо отношение. Армията се бие срещу германците, въпреки че не ги чувства като врагове. Тя не чувства като врагове и унгарците, нито усташите, нито руския охранителен корпус с които също се водят сражения. Войниците се бият срещу тях, понеже изпълняват заповедите на главното командване.
Взаимоотношенията на Българската армия с югославските комунистически партизани са доста сложни, като дори на подписването на Крайовската спогодба, Тито се решава едва след съветски натиск. Настъплението на югославските комунисти съвпада с придвижването на българските армии на изток и оттеглянето на германците в същата посока. Навсякъде югославските партизани имат указание да се отнасят към българите резервирано, като към бивши окупационни части, което те демонстративно изпълняват. В радиограма на Георги Димитров от Москва до Трайчо Костов, изпратена на 20 ноември се казва: „Помолете маршала (Толбухин) да обърне внимание на противоречивите сведения, които се съдържат в известията на българското командване и на известията на югославското командване за военните действия за завземането на градове от българската армия в Македония. Нека съветското командване въздейства, за да не се отричат или омаловажават военните успехи на българските войски в югославските известия.“